# Феогност (митрополит Київський)
Феогно́ст — митрополит Київський і всієї Русі (з осідком у Москві). Російські джерела називають його також святителем. Всіляко підтримував загарбницькі дії князя московського Івана I Калити.

## Коротка біографія
Феогност за походженням був грек. Наприкінці 1327 (або початку 1328) року Константинопольський Патріарх Ісая призначив його на Київську митрополію. 1328 року прибув до Русі.
Відразу після приїзду на Русь 1328 року Феогност відвідав руські єпархії, які, на прохання галицьких і литовських князів, були виділені в окремі митрополії (див. Галицька митрополія та Литовсько-Руська митрополія).
Феогност завчасно заручився підтримкою Константинопольського Патріарха на відновлення єдиної спільноруської митрополії. У травні 1328 року він зібрав на Волині собор єпископів скасованої митрополії і з їхньою участю висвятив єпископа Володимир-Волинського Афанасія і єпископа Галицького Феодора. Після цього Митрополит вирушив до Москви, щоб зробити її своєю постійною резиденцією.
З перших днів прибуття до Москви митрополит Феогност почав піклуватися про зовнішній благоустрій міста. До цього спонукав і великого князя. Закінчив будівництво Успенського храму в Москві. Цю справу розпочав ще його попередник Митрополит Петро. 1329 року побудував дві кам'яні церкви — в ім'я святого апостола Петра і преподобного Іоанна Лествичника. Зміцненню Москви як центру Митрополії сприяло прославлення мощей святого Петра і приєднання його до лику святих (липень 1333) за клопотанням святителя Феогноста.
Висвятив єпископів луцького єпископа Трифона (1331), чернігівського єпископа Павла (1332).
Феогност цілком став на сторону московського князя і всіляко сприяв йому в реалізації його планів щодо підпорядкування інших князівств Москві. Так, Феогност зробив велику послугу князю Івану I Калиті, наклавши на мешканців Пскова церковне відлучення за те, що вони не хотіли видати хану Узбеку тверського князя Олександра Михайловича. Відлучення було зняте з мешканців міста, а пізніше і з самого князя, після того, як він погодився їхати в Орду.
Щоб затвердити централізацію церковної влади, Митрополит Феогност звершував складні поїздки по митрополії, вирушаючи навіть до Константинополя. Він перший зумів повністю підпорядкувати своїй владі непокірних новгородців, хоча не обійшлося без скарг на митрополита до Константинополя.
Важке випробування довелося витримати митрополитові 1341 року. Тоді в Золотій Орді змінився правитель. Зміна хана супроводжувалася посиленням утисків Церкви з боку татар. Від нового володаря вимагалося одержати ярлик, що захищав би Церкву. З цією метою і поїхав у Золоту Орду. Але новий хан Чанібек, посилаючись на інформацію своїх слуг, які докладали про нібито великі прибутки Руської церкви, зажадав від Феогноста щорічної данини у великих розмірах. Відстоюючи незалежність Церкви, Феогност був підданий суворому катуванню і тортурам. 
Нове випробування для Митрополита спричинило відокремлення Галицької Митрополії. Митрополит Феогност активно протидіяв цьому і домігся від Константинопольського Патріарха рішення про скасування утвореної Митрополії. 1347 року особисто об'їхав приєднані єпархії.
Незабаром здійснив подорож до Костроми. Там провів собор чотирьох архієреїв і поставив на Суздальську кафедру нового єпископа Даниїла (1351), а потім вирішив суперечку про церковне підпорядкування району Чорний Яр між Рязанською і Сарайською єпархіями.
Митрополит Феогност готував собі гідну зміну в особі святого Олексія, який при ньому за 14 років пройшов усі ієрархічні ступені і під його керівництвом отримав прекрасну церковну та світську освіту. 1352 року Митрополит Феогност поставив Олексія Бяконта єпископом Володимира-на Клязьмі, а після своєї смерті благословив його зайняти митрополичу кафедру. Призначення архіпастиря на Київську Митрополію з числа слов'ян було небажаним для греків. 
Помер 11 березня 1353 року від «чорної смерті», що лютувала тоді. Був похований на четвертий день після смерті в Успенському соборі Москви, поряд з митрополитом Петром Ратенським. 1471 року його мощі були знайдені нетлінними.